# Мартін Девіс (тенісист)
Мартін Девіс (англ. Martin Davis; нар. 15 листопада 1958) — колишній американський тенісист.
Найвищу одиночну позицію світового рейтингу — 47 місце досяг 24 червня 1985, парну — 29 місце — 14 листопада 1988 року.
Здобув 4 одиночні та 4 парні титули.
Найвищим досягненням на турнірах Великого шолома були півфінали в парному та змішаному парному розрядах.
Завершив кар'єру 1990 року.

## Фінали за кар'єру

### Одиночний розряд: 6 (4–2)
| Результат | W-L | Дата     | Турнір                      | Покриття   | Суперник        | Рахунок       |
| --------- | --- | -------- | --------------------------- | ---------- | --------------- | ------------- |
| Перемога  | 1–0 | Сер 1983 | Клівленд, США               | Тверде     | Метт Мітчелл    | 6–3, 6–2      |
| Поразка   | 1–1 | Сер 1984 | Клівленд, США               | Тверде     | Террі Мур       | 6–3, 6–7, 2–6 |
| Перемога  | 2–1 | Вер 1984 | Гонолулу, США               | Тверде     | Девід Пейт      | 6–1, 6–2      |
| Перемога  | 3–1 | Чер 1985 | Бристоль, Велика Британія   | Трава      | Гленн Леєндекер | 4–6, 6–3, 7–5 |
| Перемога  | 4–1 | Жов 1985 | Melbourne Indoor, Австралія | Килим      | Пол Еннекон     | 6–4, 6–4      |
| Поразка   | 4–2 | Жов 1988 | Брисбен, Австралія          | Тверде (i) | Тім Майотт      | 4–6, 4–6      |

### Парний розряд: 12 (4–8)
| Результат | W-L | Дата     | Турнір                          | Покриття   | Партнер     | Суперники                                  | Рахунок       |
| --------- | --- | -------- | ------------------------------- | ---------- | ----------- | ------------------------------------------ | ------------- |
| Перемога  | 1–0 | Бер 1981 | Мехіко, Мексика                 | Ґрунт      | Кріс Данк   | Джон Александер Росс Кейс                  | 6–3, 6–4      |
| Поразка   | 1–1 | Лис 1981 | Гонконг                         | Тверде     | Бред Дрюетт | Кріс Данк Кріс Мейотт                      | 4–6, 6–7      |
| Поразка   | 1–2 | Вер 1982 | Сан-Франциско, США              | Килим      | Кріс Данк   | Фріц Бунінг Браян Тічер                    | 7–6, 2–6, 5–7 |
| Поразка   | 1–3 | Сер 1984 | Клівленд, США                   | Тверде     | Кріс Данк   | Франсіско Гонсалес Метт Мітчелл            | 6–7, 5–7      |
| Перемога  | 2–3 | Жов 1985 | Брисбен, Австралія              | Килим      | Бред Дрюетт | Бад Шултс Вен Тестермен                    | 6–2, 6–2      |
| Поразка   | 2–4 | Лис 1987 | Гонконг                         | Тверде     | Бред Дрюетт | Марк Кратцманн Джим П'ю                    | 7–6, 4–6, 2–6 |
| Перемога  | 3–4 | Січ 1988 | Окленд, Нова Зеландія           | Тверде     | Тім Павсат  | Семмі Джаммалва Джим Грабб                 | 6–3, 3–6, 6–4 |
| Поразка   | 3–5 | Чер 1988 | Бристоль, Велика Британія       | Трава      | Тім Павсат  | Пітер Дуен Лорі Вордер                     | 6–2, 4–6, 5–7 |
| Поразка   | 3–6 | Жов 1988 | Сідней, Австралія               | Тверде (i) | Бред Дрюетт | Даррен Кейгілл Джон Фіцджеральд (тенісист) | 3–6, 2–6      |
| Поразка   | 3–7 | Лис 1988 | Лондон Wembley, Велика Британія | Килим (i)  | Бред Дрюетт | Кен Флек Роберт Сегусо                     | 5–7, 2–6      |
| Перемога  | 4–7 | Вер 1989 | Лос-Анджелес, США               | Тверде     | Тім Павсат  | Джон Фіцджеральд (тенісист) Андерс Яррід   | 7–5, 7–6      |
| Поразка   | 4–8 | Тра 1990 | Рим, Італія                     | Ґрунт      | Джим Кур'є  | Серхіо Касаль Еміліо Санчес Вікаріо        | 6–7, 5–7      |